# Dreamland (BENNIE Kの曲)
『Dreamland』（ドリームランド）は、BENNIE Kの9枚目のシングル。

## 解説
- 「Dreamland」はコカ・コーラ「つながる瞬間（とき）に。Coca-Cola」キャンペーンソング[1]であり、CMでは2005年3月1日からオンエアされた[2]。元々はCMのために書き下ろした曲であり、曲題も付けられていなかった[2]。当時のコカ・コーラのCM曲はタイアップが通例であり、CM用のオリジナル曲が使用されるのは1999年の川村結花以来となる[2]。当初はコカ・コーラの公式サイトで着メロが配信されていたが、問い合わせが殺到したためCD化が決定した[3]。
- 「Dreamland」は音楽配信では1か月で120万ダウンロード、累計で340万ダウンロードを記録[1]。BENNIE Kのシングルとしては最大の売上を記録し、初のオリコンチャート1ケタ台に乗せた。
- この年12月にはクリスマスバージョンが、翌2006年1月にはお正月バージョンも用意された。前者は、2005年12月24日にコカ・コーラの携帯サイトで着うたとして無料で限定配信された。
- 「Dreamland」のミュージック・ビデオは次の曲『Sky』のDVD付きバージョンに収録。
- 全曲が4thアルバム『Japana-rhythm』に収録。『Japana-rhythm』においてDreamlandは「夏」、UNITYは「春」、旅人は「秋」の曲とされている。

## 収録曲
1. Dreamland ［4:12］
2. UNITY ［5:49］
3. 旅人 ［4:37］

## Dreamland。feat. RED RICE (from 湘南乃風), CICO (from BENNIE K)
- ハジ→によるリメイクが『Dreamland。feat. RED RICE (from 湘南乃風), CICO (from BENNIE K)』（ドリームランド。フィーチャリング レッドライス (フロム しょうなんのかぜ)、チコ (フロム ベニー・ケイ)）のタイトルで、彼の8枚目のシングルとして2016年8月17日に発売された。

### 概要
- 前作『絆。』から約6ヶ月ぶりのシングル。
- 今作にはフィーチャリングアーティストとしてBENNIE KのCICO、湘南乃風のRED RICEが参加している[4]。
- 初回限定盤には「Dreamland。feat. RED RICE (from 湘南乃風), CICO (from BENNIE K)」のメイキング映像を収録したDVDを付属。

### 収録曲

#### CD
1. Dreamland。feat. RED RICE (from 湘南乃風), CICO (from BENNIE K)
  - 作詞：BENNIE K・ハジ→・RED RICE / 作曲：BENNIE K・Mine-Chang・ハジ→・RED RICE

Slide the City Fes 公式テーマソング
2. BEER TALK。
  - 作詞・作曲：ハジ→

ビール酒造組合「BEER TALK」スペシャルコラボソング
3. 瞬く間。 (★STAR GUiTAR REMIX)
  - 作詞・作曲：ハジ→

インディーズ2ndシングル「ずっと。」収録曲のリミックス。
4. Dreamland。 (Instrumental)

#### DVD
1. 「Dreamland。feat. RED RICE (from 湘南乃風), CICO (from BENNIE K)」楽曲制作㊙スペシャルメイキングムービー♪♪。